# Теорія диференціального зв'язку
Відповідно до даної теорії злочинцями не народжуються, а стають у процесі багатогранних контактів особи у мікрогрупах: в сім'ї, на вулиці тощо. Домінування в таких групах антигромадських поглядів, установок і позицій призводить до злочинності.

## Історія створення
Теорію диференціального зв'язку започаткував французький учений Габріель Тард (1843–1904). На відміну від Ч. Ломброзо, у праці «Закони наслідування» Г. Тард пояснює звикання до злочинної поведінки дією психологічних механізмів навчання та наслідування. Обидві його праці, «Закони наслідування» й «Філософія покарання» (1890), були надруковані в Парижі. Злочинців він називав своєрідним «соціальним експериментом» і висловлювався, що юридичні диспозиції мають будуватися на психологічній основі, а не на рівних покараннях за однакові злочини, що вважав несправедливим і спрощеним. Функція суду, на його думку, має зводитися до встановлення винуватості чи невинуватості обвинуваченого, а ступінь його відповідальності має визначати спеціальна медична комісія.
Власне теорію диференціального зв'язку сформулював американський учений Едвін Сатерленд (1883–1950) у праці «Принципи кримінології». Теорія диференційованих зв'язків полягає в тому, що особа засвоює злочинну поведінку не тому, що має до цього схильність, а тому що бачить більше прикладів кримінальної поведінки. Відтак вона запозичує негативні моделі поведінки. Якби неповнолітній з дитинства мав інше коло спілкування, він став би іншою особою. Злочинні погляди та навички засвоюються дитиною здебільшого при безпосередньому неформальному спілкуванні (цьому також сприяє виховання в школі, відсутність психологічного контакту з батьками тощо).

## Характеристика
Методологічною базою цієї теорії є соціальна психологія як наука про малі соціальні групи. Теорія Е. Сатерленда спрямована на пояснення індивідуальної злочинної поведінки. Згідно з цією теорією, злочинна поведінка виникає в результаті зв'язку окремих людей або груп з моделями злочинної поведінки. Злочинній поведінці вчаться у процесі спілкування, здебільшого в групах; при цьому багато що залежить від тривалості й інтенсивності контактів. Навчання злочинній поведінці не відрізняється від звичайного навчання. Теорія диференціального зв'язку високо оцінюється у світовій, а особливо в американській кримінології.

## Основні положення теорії
1. Злочинному поводженню вчаться, а не успадковують;
2. Злочинне поводження засвоюється під час взаємодії з іншими людьми в процесі спілкування;
3. Найважливіша частина навчання кримінальній поведінці відбувається в групах, що зв'язують своїх членів тісними особистими відносинами. А засоби комунікації (теле-, кіно- і відеофільми, газети й журнали) грають у процесі засвоєння кримінального поводження не настільки важливу роль;
4. Оволодіння кримінальним поводженням містить у собі вивчення способів здійснення злочинів, які бувають і складними, і простими, а також специфічних мотивів, потягів, виправдань і установок;
5. Розглядаючи закон у позитивному й негативному світлі, злочинці засвоюють особливу спрямованість мотивів і потягів. В одному суспільстві індивідуум контактує з людьми, які одностайно ставляться до норм закону, як до правил, що виконуються неухильно, життя, а в іншому — виявляються в оточенні людей, які у своїх оцінках віддають перевагу порушенню законів;
6. Людина стає злочинцем, коли засвоювані їм визначення, які сприяють злочинності, переважують у його свідомості зразки законослухняного поводження;
7. Засвоєння злочинного поводження не обмежено тільки процесом імітації, наслідування;
8. Хоча злочинність — це вираження загальних потреб і цінностей, пояснювати її тільки цими потребами й цінностями не можна, тому що й незлочинному поводженні також є вираженням тих же самих потреб і цінностей.

## Представники
Дослідження в цій області, окрім вже згаданого Габріеля Тарда, проводили відомі кримінологи Кліффорд Шоу (1930), і Едвін Сатерленд (1939)

## Критика
Недоліком даної теорії є складність формалізації використовуваних у ній понять. Зазначається, що вкрай важко визначити і виміряти ті «оцінки», які повинні сприяти або перешкоджати здійсненню злочинів. Ґрунтуючись на положеннях цієї теорії, неможливо пояснити, чому окремі люди, котрі все життя прожили серед злочинців, ніколи не вчинили злочину та, навпаки, людина із законослухняного середовища вчиняє злочин. Теза про навчання злочинній поведінці не застосовна до ситуативних злочинців. Теорія диференціального зв'язку не бере до уваги індивідуальних особливостей особи та притаманну їй вибірковість поведінки.